# ديفيد غيثر
ديفيد غيثر هو سياسي أمريكي، ولد في 4 مارس 1957 في بليموث في الولايات المتحدة. نشط حزبياً في الحزب الجمهوري. وقد انتخب عضو مجلس ولاية مينيسوتا ‏.